# Manipurboomkruiper
De manipurboomkruiper (Certhia manipurensis) is een zangvogel uit de familie van echte boomkruipers (Certhiidae).

## Verspreiding en leefgebied
Deze soort komt voor van de Himalaya tot zuidelijk Midden-Vietnam en telt 4 ondersoorten:
- C. m. manipurensis: noordoostelijk India en westelijk Myanmar.
- C. m. shanensis: van noordelijk Myanmar en zuidwestelijk China tot westelijk en noordelijk Thailand en noordwestelijk Vietnam.
- C. m. laotiana: het noordelijke deel van Centraal-Laos.
- C. m. meridionalis: het zuidelijke deel van Centraal-Vietnam.